# 遥かなる甲子園
「遥かなる甲子園」（はるかなるこうしえん）とは、
1. 戸部良也のノンフィクション作品。正式タイトルは『青春の記録 遥かなる甲子園 聴こえぬ球音に賭けた16人』。続刊も出ている。#原作本の項を参照のこと。
2. 1を原作として山本おさむが描いた漫画作品。双葉社の漫画アクションに連載。単行本はアクションコミックスとして10巻出ている。
3. 上記2作および小野卓司のノンフィクション作品『廃校の夏〜風疹児たちのプレイボール』（講談社刊）を原作として作られた映画作品。#映画版の項を参照のこと。
4. 1を原作として作られた演劇作品。#演劇版の項を参照のこと。

本稿では2を中心に述べ、1・3・4については末尾に触れる。また、1を原作としたテレビドラマについても#テレビドラマ版の項で触れる。

## 概要
沖縄県に実在した、風疹聴覚障害児のための聾学校『北城ろう学校』（漫画では『福里ろう学校』）を舞台に、高校野球にあこがれる少年達が、幾多の困難を乗り越え硬式野球部を作り、甲子園を目指すというもの。
少年達が生まれる前年の1964年（昭和39年）は、アメリカで風疹が大流行した年であり、それは軍用地を持つ沖縄にも広まり、妊婦の中にも感染する者が多かった。そのため翌年沖縄県ではたくさんの聴覚障害児が生まれ、彼らの教育施設として1978年から1983年の6年間限定で設立されたのが『北城ろう学校（中等部・高等部）』であった。
少年達は硬式野球部を作るが、日本学生野球憲章第十六条『それぞれの都道府県の高等学校野球連盟に加入することができる学校は学校教育法第四章に定めるものに限る』に道を阻まれる。ろう学校は第六章に規定する学校であり、高野連に加入できなければ大会はおろか他校との練習試合も出来ない。北城ろうは当時の高野連会長・牧野直隆（漫画では中山会長）の計らいにより、特例として沖縄県大会のみへの参加を許されたのであった。
※学校教育法第4章 高等学校・第6章 特殊教育。北城ろう学校の設置されていた当時の条文。現在は学校教育法 - e-Gov法令検索第6章 高等学校・第8章 特別支援教育
山本おさむはこの作品を描くにあたり、「その視座を野球部員自身に移して、その感情をダイレクトに書いてみよう」と試みた。近所の手話サークルに通い詰め手話を学び、聴覚障害や沖縄に関するたくさんの文献を読み、そこから得た知識を元にエピソードを膨らませていった。こうしてこの漫画は山本自身の創作が入り込み、“ノンフィクションを基にしたフィクション”という形をとることになった。
この経験が、以降の彼の作品作りを方向付けていく。

## 登場人物

### 福里ろう学校野球部の仲間達
友利武明
1965年8月14日生まれ。野球部設立の中心メンバー。小学校5年生のとき、夏の甲子園応援バスツアーに参加し、甲子園にあこがれる。中等部1年のとき少年野球チーム南町ベアーズに入りセンター。福里ろう野球部では全員一致でキャプテンに推挙される。3番でサード（熊本ろう戦ではピッチャーも）。カワイイ（今風に言うところのイケメンである）。左耳は補聴器をつけてかすかに聴こえる程度。
健
野球部設立の中心メンバー。武明・光一を含めた3人の中では一番野球がうまい。健聴者への反発から、物語前半ではよく喧嘩沙汰を起こし、ベアーズにも遅れて加わった。表面上はクールで、武明らが情緒不安定になると冷静にアドバイスを下してくれる。野球に対する情熱は誰にも負けない。4番でキャッチャー。父親は健の幼いころに家を出て、現在は母と姉・陽子との3人暮らし。
大城光一
武明と同時にベアーズに入り、野球部設立の中心メンバーとなる。穏やかで泣き虫な少年。武明と健が喧嘩した時は仲裁役になる。高1になって心臓にも障害があることが分かり、手術して完治した。以後は練習中のアンパイヤやコーチャーを務める。幼い頃はいわゆる「おばあちゃん子」で祖母から口話を習った。女好き。妹がいる。
安永稔
自分の障害を疎ましく思いグレていた。武明たちにもはじめ反発し、グラウンドに石をまくなど嫌がらせをくり返していたが、健に「お前は誰かを憎まなきゃ苦しくてしょうがないんだ」と言われ改心、野球部に加わる。6番でライト（控えのピッチャー）。稔の父はもとは腕のいい漁師だったが、稔の耳の治療費にと自分の船を売り払い、それ以来抜け殻のようになってしまった。稔はそのことを申し訳なく思っている。
与那原正
口話が上手で木工科の優等生。メガネをかけている。5番でピッチャー。3年生になってアンダースローに改造した。
明彦
ギョロメで左側頭部に10円ハゲがある。1番でショート。女好き。
久志
家はサトウキビ農家。2番でセカンド。
満
7番でファースト。
哲也
8番でセンター。
新一
9番でレフト。10巻ではもっぱら「チビ」と呼ばれる。
西原町子
光一たちが貼った『マネージャー募集』のポスターを読みやってきた女子生徒。足音で地面が揺れるほどの巨体とナイーブな性格を併せ持つ。心臓にも障害があり運動を禁じられているため、武明たちに夢を託している。なお、このポスターには『条件:明るくてカワイイ女の子』と書いてあったのだが、稔が嫌がらせで『バスト90cm以上・水着審査あり』と書き足したため、町子以外の女子生徒は誰も来なかった。
里子・智子
町子に誘われマネージャーになった双子の女子生徒。よく笑う。目にも障害があり運動を禁じられている。
知花美穂
福里ろう学校一の美少女。家庭の方針で幼いころよりウエーファ・メソッドによる口話教育を受け、「聴こえない世界から出て行きたい」と手話を使わなかった。しかし内心は手話を禁じた両親に反発していた。後に野球部四人目のマネージャーとなる。武明たちの手話通訳を務めることもある。全国読書感想文コンクールで3位入賞するほどの国語力の持ち主。
伊波実（いばみのる）
高校教諭の傍らベアーズのコーチをしていて、武明たちと知り合う。ろう学校で教えていた経験があり手話が出来た。武明らの夢を応援したいと高等部進学に合わせて福里ろう学校へ異動、野球部の監督になる。ピッチングマシーンの修理中左手を機械に巻き込まれ負傷した。
原作では大庭猛義。北城ろう学校には中等部から在職し、教科は社会科。授業のときによく学生時代に野球部で過ごした思い出話を語り、生徒達が野球にあこがれるきっかけをつくる。上述事故で指1本を失った。北城ろう閉校後は沖縄各地の高校野球部を指導した。
花城校長
武明たちの夢を理解し、高野連加盟のために奔走する。前任校では「鬼の花城」と恐れられていた。心臓が弱く談判の途中に倒れてしまうこともしばしばだった。
原作では2代目校長謝花暁。北城ろう高等部スタートの年に赴任した。

### 少年野球南町ベアーズの仲間達
山田監督
大らかな性格で、「耳が聴こえなくたってバットは振れるだろ」と武明たちの加入を認める。
田沼正チームでもっとも小柄な少年。武明と仲がよく、夜一緒に練習をしたりしていた。試合中、武明とクロスプレーを起こし負傷、「武明たちを追い出せ」と怒り狂う父親から武明をかばう。父親は砂糖工場の社長。
清
武明と同年同日に生まれた。「甲子園をかけて戦おう」と武明と約束し、野球の名門・興南高校へ進学。補欠の補欠の補欠だが頑張っている。

### そのほかの人々
中山理事長
沖縄高野連の理事長。武明たちの夢を理解しつつも、野球憲章や上（日本高野連）の意向が気になってなかなかOKが出せなかった。原作では玉城啓佐会長。
喜納
沖縄高野連の理事。野球憲章の遵守を第一とし、最後まで福里ろうの加入に反対し続けた。
小田記者
日本聴力障害新聞の記者。福里ろう野球部のことを記事にし全国に知らせた。15歳のとき病気で失聴した。原作では松島謙司。
具志堅ペガサスの監督
武明たちがベアーズの前に加入を申し込んだ強豪チームの監督。猛ノックで健聴者とのレベルの違いを見せつけようとした。
熊本ろう学校軟式野球部
たまたま学校交流で福里ろうを訪れた際に野球部のことを知り、その場で練習試合を申し込む。このエピソードは漫画オリジナルだが、当時熊本ろう学校に軟式野球部は実在した。一方、作中では『軟式野球』なら加入することができるというくだりがある（#野球憲章とろう学校の関係の項参照）が、当時沖縄で軟式をやっている高校は1校もなかった。
高平加奈
光一の病院友達。強豪校・南星高校野球部のマネージャー。
池上
南星高校野球部主将。福里ろうの高野連加盟をかけての試験試合の相手に選ばれ当惑する。県予選では首位打者だった。
原作では試験試合は2試合行われたが、試合の進行にあたりどのような工夫が必要か、危険はないか等を見るためのものだった。
小沢
琵琶湖のほとりに住む視覚障害者の老人。新聞で福里ろうのことを知り、孫・妙子に口述筆記させた励ましの手紙を送る。妙子は大学進学後、美穂のクラスメートになった。
ヘンダーソン
米軍嘉手納基地の長。基地のそばでボールを拾っていた美穂らが基地の米兵に見つかり騒ぎになったとき部下に代わり謝罪、風疹聴覚障害児の息子・ポールを福里ナインに引き合わせた。このエピソードも漫画オリジナルで、沖縄の米軍基地問題を描写したもの。
早川会長
日本高野連の会長。「私は規則ばかりが優先するものではないと思いますよ」と福里ろうの加盟に理解を示す。原作では牧野直隆。
なお、戸部良也・山本おさむ自身も実名で顔を出す（ただし、良也の読みは「よしなり」でなく「りょうや」）。

## 原作本
- 青春の記録 遥かなる甲子園 聴こえぬ球音に賭けた16人 1987年発行
- 続・遥かなる甲子園 社会へ羽ばたいたその後の球児たち 1990年発行

どちらも双葉社から出版された。現在は絶版になっている。

## テレビドラマ版
1989年の24時間テレビ 「愛は地球を救う」の中で『叫んでも……聞こえない!』というタイトルでドラマ化。原作者は『戸部良也』となっているが、ストーリー的には山本の漫画に沿っており、山本は著作権侵害だと日本テレビに抗議した。
出演:斉藤由貴・工藤静香・・岸田今日子・石黒賢・北林谷栄・坂上忍ほか。
| 日本テレビ系 24時間テレビスペシャルドラマ | 日本テレビ系 24時間テレビスペシャルドラマ | 日本テレビ系 24時間テレビスペシャルドラマ  |
| 前番組                                    | 番組名                                    | 次番組                                     |
| ----------------------------------------- | ----------------------------------------- | ------------------------------------------ |
| 二十歳・もっと生きたい                    | 叫んでも……聞こえない!                     | いつか見た青い空! 盲導犬ハッピー号の大冒険 |

## 映画版
1990年6月9日公開。1990年度文化庁優秀映画作品賞を受賞。配給収入は3.5億円。
- 出演:三浦友和・田中美佐子・小川真由美・植木等・柄本明・戸浦六宏・林泰文・大寶智子・安孫子里香・ 萩原聖人・塩谷庄吾 ほか。

- 監督：大澤豊
- 脚本：國弘威雄
- 音楽：谷川賢作
- 主題歌：ZIGGY「DON'T STOP BELIEVING」
- 製作総指揮：徳間康快
- 製作協力:朝日新聞社、大映映像
- 製作：大映、双葉社、ザ・アイデア
- 配給：東宝

## 演劇版
1997年、関西芸術座が創立40周年記念として靱が企画し、上演、その後全国500ステージ以上上演された。2015年、中学・高校向け巡演公演として再演。学校名は『福里ろう学校』となっている。
脚色：西岡誠一 演出：鈴木完一郎
1993年、島根大学手話サークル「いとまき」が大学祭で手話劇として制作、上演。全日本ろうあ連盟の季刊誌「みみ」にも取り上げられた。

## 野球憲章とろう学校の関係
高野連の『加盟に関する規定』は、高等専門学校など学校教育法第四章に属さない学校の野球部の加盟について定めたものだが、その7番目として「各都道府県高等学校野球連盟が特殊教育学校野球部参加について、指導、監督に責任の持てるもので、一都道府県内の大会に限り、特別にその参加を認める」という規定が出来たのは1971年のことであった。
しかし、1974年に『福井ろう学校軟式野球部が、全国高校軟式野球大会の福井県予選で優勝したにもかかわらず北陸大会への出場を認められず、高野連に全国から抗議が殺到、急遽全国大会への出場が認められた』という事件があった。これを機に上の規定は「特殊教育学校野球部の加盟については、当該都道府県高等学校野球連盟で全日制高等学校と同様の承認手続きを行う」と改定され現在に至っている。
北城ろう学校の加盟問題が起こったのは1981年で、この規定が周知徹底されていたならば、北城ろうの加盟は全く問題なかったと推察される。また、このような誤解を生む学生野球憲章第16条そのものを変えるべきだとする意見もある。
野球憲章は、2010年2月24日に全面改正された。これにより旧規定にあった多数の例外扱いはなくなり、一律に高等学校なら加盟は認められる形になった。第3条 (2) で次のように明記されている。
イ　高等学校野球連盟に加盟できる学校は､原則として､学校教育法で定める高等学校とし､日本高等学校野球連盟は､日本学生野球協会の承認を得て､高等学校野球連盟に加盟する資格および基準を定める｡